# Malmö Boxningsklubb
Malmö Boxningsklubb MBK informellt MBK är en av Sveriges största boxningsklubbar, verksam i stadsdelen Rosengård i Malmö.
Klubben har utmärkt sig genom framgångar i individuella tävlingar på nationell nivå, och blev år 1989 bästa klubb vid SM i boxning. Klubben har även varit plantskola för flera kända utövare, såsom svenske juniormästaren Bashir Hassan. Dialy Mory Diabaté, även känd som ”Dallas”, är tränare och ordförande för klubben som har 135 medlemmarna varav ungefär en tiondel är tjejer.
Malmö Boxningsklubb anordnade SM i boxning i Malmö 2005.